# Kizimen
De Kizimen (Russisch: Кизимен) is een stratovulkaan in het zuidelijk deel van het Russische schiereiland Kamtsjatka, in de buurt van de oostelijke kust. De vulkaan bevindt zich in de Sjtsjapinaslenk, in de overgangszone tussen de oostelijke vulkaangordel van Kamtsjatka en de Centrale Kamtsjatkadepressie, op iets ten oosten van het Oostelijk Gebergte en ten noorden van het Kronotskojemeer, in het natuurreservaat zapovednik Kronotski.
Grote vulkanen in de buurt van de Kizimen zijn de Bolsjoj Semjatsjik, de Gamtsjen en de Sjiveloetsj. De plaats Kljoetsji bevindt zich op 135 kilometer ten zuidzuidoosten van de vulkaan.
De vulkaan is tot ver in de omtrek zichtbaar vanuit aangrenzende valleien. De top bestaat uit een aantal elkaar overlappende lavakoepels en is 2376 meter hoog. Restanten van lavastromen bevinden zich op de hellingen. Bijzonderheden van de vulkaan zijn dat in al haar soorten gesteente olivijn en kwarts-fenocryst naast elkaar voorkomen, alsook andere vormen van menging van magma. Volgens Chrikova et al. (2001) lijkt de Kizimen qua structuur, uitbarstingsvormen en petrologische karakteristieken op de Japanse vulkaan Unzen.

## Uitbarstingsgeschiedenis
De Kizimen werd gevormd rond 10.000 en v.Chr. tijdens vier uitbarstingscycli, die een totale duur hadden van tussen de 2000 en 3500 jaar en waarbij veel ignimbriet en dikke dacietische lavastromen vrijkwamen. De zwaarste uitbarstingen vonden plaats tussen 8050 en 6400 tot 6300 v.Chr (VEI=5). Een volgende uitbarstingsperiode tussen 5700 en 5500 v.Chr. startte met lichte uitbarstingen, die gepaard gingen met puinregens en uitmondden in een grote uitbarsting, die veel ignimbriet afzette aan de voet van de vulkaan en die zorgde voor asregens tot op 100 kilometer van de Kizimen. De groei van de lavakoepels vond plaats tijdens drie lange perioden gedurende ongeveer 700 jaar. Rond 900 v.Chr. diende de laatste uitbarstingscyclus zich aan met een grote ontploffing, gevolgd door de groei van de lavakoepels gedurende ongeveer 1000 jaar. Hierbij werden de laatste pyroclastische stromen gevormd, die zowel andesiet- als basalt-andesitisch materiaal bevatten. In deze periode begon de vulkaan meer mafisch materiaal en lavastromen te produceren en nauwelijks nog tefra.
Rond 850 vond een grote zijdelingse uitbarsting plaats, waarbij een krater ontstond naar het noordoosten toe met een afmeting van 1000 meter bij 700 meter. In deze krater, die met brokken lava is bedekt, vormde zich een nieuwe kleine lavakoepel. De enige historische uitbarsting vond plaats van december 1928 tot januari 1929 (VEI=2). Deze uitbarsting werd gezien door een aantal lokale jagers, die spraken van 'vuurvlammen en zwarte rook'. Aangezien er geen afzettingen van zijn gevonden, was het waarschijnlijk een kleine uitbarsting. Momenteel is er alleen lichte activiteit van fumarolen, waarvan een aantal krachtige op ongeveer 400 meter onder de top aan de noordzijde naar buiten dringen. Ook in 2010 vond er vulkanische activiteit plaats.
De vroege uitbarstingen waren vooral dacietisch van aard, terwijl de meer recentere uitbarstingen vooral basalt en andesiet (vooral hoornblende en pyroxeen) naar buiten brachten.